# Guatteria eugeniifolia
Guatteria eugeniifolia är en kirimojaväxtart som beskrevs av A. Dc. och Robert Elias Fries. Guatteria eugeniifolia ingår i släktet Guatteria och familjen kirimojaväxter. Inga underarter finns listade i Catalogue of Life.